# La fortaleza (canción)
«La fortaleza» es una canción de la cantante chilena Francisca Valenzuela. Se lanzó junto con su video musical el 24 de julio de 2020 como el sexto sencillo de su cuarto álbum de estudio La fortaleza (2020).

## Lanzamiento y composición
«La fortaleza» canción que da título al su cuarto álbum de estudio fue escrito por Valenzuela, bajo la producción de Vicente Sanfuentes, Fernando Herrera y Roberto Trujillo, aborda la «lucha, de «resistencia y la «capacidad de seguir frente a la adversidad».
Una versión en acústico se publicó 14 de agosto de 2020.

## Vídeo musical
Para el vídeo debido al COVID, realizó una convocatoria abierta para que sus seguidores envíen sus videos con el fin de armar el clip, recibiendo más de 1.600 clips. Fue dirigido y montado por Camila Grandi.
Sobre el vídeo Valenzuela comentó «Este video superó todas mis expectativas. Me llena de fuerza, me hace creer en la humanidad, en la conexión humana y en la fortaleza que existe en cada uno de nosotros».

## Créditos
- Francisca Valenzuela - cantante, compositora, piano
- Roberto Trujillo  - productor
- Vicente Sanfuentes - compositor, productor
- Fernando Herrera Bastidas - productor, guitarra
- Matty Green - mezcla
- Chalo González - masterización

## Premios y nominaciones
| Año  | Premio       | Categoría     | Resultado | ref.  |
| ---- | ------------ | ------------- | --------- | ----- |
| 2020 | Premios Musa | Vídeo del Año | Ganadora  | [ 7 ] |